# 일본 프로 야구 최고 출루율
일본 프로 야구에서 최고 출루율(일본어: 最高出塁率)은 타격 부문 타이틀 중의 하나이다.

## 개요
정규 시즌을 통해서 출루율이 가장 높은 선수에게 주어지며 퍼시픽 리그에서는 1962년부터 최고 출루율, 센트럴 리그에서는 1967년부터 ‘최다 출루수’(最多出塁数)라는 타이틀 이름으로 시상하고 있었다. 다만 당시의 계산식은 희생 플라이를 분모(타수)에 넣지 않는 것이었다. 1985년부터 양대 리그 모두 현행 제도의 산술식에서 최고 출루율을 타이틀로 취급하고 있다.
또한 야구 규칙 10.22(a)에는 필요 타석수에 못 미치는 타자에도 그 부족수를 타수로 계산하며 최고 출루율이 된 경우에 ‘이 타자가 리그의 최고 출루율 타자가 된다’는 단서가 있다. 2003년에 로베르토 페타지니는 규정 타석에 20타석이 부족했는데도 출루율은 4할 5푼 7리이며, 부족분을 가산해서도 출루율 4할 3푼 6리로 규정 타석 도달자 1위(후쿠도메 고스케의 4할 1리)를 웃돌았지만 2007년 이전의 규정(당시 10.23(a))은 수위 타자와 최고 장타율 타자에만 적용되고 있었기 때문에 후쿠도메가 그대로 최고 출루율을 남겼다.

## 역대 수상자
| 연도 | 센트럴 리그       | 센트럴 리그            | 센트럴 리그 | 퍼시픽 리그         | 퍼시픽 리그                | 퍼시픽 리그 |
| 연도 | 성명              | 소속                   | 출루수      | 성명                | 소속                       | 출루율      |
| ---- | ----------------- | ---------------------- | ----------- | ------------------- | -------------------------- | ----------- |
| 1962 |                   |                        |             | 하리모토 이사오     | 도에이 플라이어스          | .440        |
| 1963 | 잭 블룸           | 긴테쓰 버펄로스        | .396        |                     |                            |             |
| 1964 | 하리모토 이사오   | 도에이 플라이어스      | .426        |                     |                            |             |
| 1965 | 다릴 스펜서       | 한큐 브레이브스        | .423        |                     |                            |             |
| 1966 | 에노모토 기하치   | 도쿄 오리온스          | .439        |                     |                            |             |
| 1967 | 오 사다하루       | 요미우리 자이언츠      | 276         | 하리모토 이사오     | 도에이 플라이어스          | .439        |
| 1968 | 오 사다하루       | 요미우리 자이언츠      | 275         | 하리모토 이사오     | 도에이 플라이어스          | .437        |
| 1969 | 오 사다하루       | 요미우리 자이언츠      | 272         | 하리모토 이사오     | 도에이 플라이어스          | .421        |
| 1970 | 오 사다하루       | 요미우리 자이언츠      | 263         | 하리모토 이사오     | 도에이 플라이어스          | .467        |
| 1971 | 오 사다하루       | 요미우리 자이언츠      | 246         | 에토 신이치         | 롯데 오리온스              | .408        |
| 1972 | 오 사다하루       | 요미우리 자이언츠      | 249         | 하리모토 이사오     | 도에이 플라이어스          | .443        |
| 1973 | 오 사다하루       | 요미우리 자이언츠      | 280         | 하리모토 이사오     | 닛타쿠홈 플라이어스        | .448        |
| 1974 | 오 사다하루       | 요미우리 자이언츠      | 294         | 하리모토 이사오     | 닛폰햄 파이터스            | .452        |
| 1975 | 오 사다하루       | 요미우리 자이언츠      | 236         | 오가와 도루         | 긴테쓰 버펄로스            | .394        |
| 1976 | 오 사다하루       | 요미우리 자이언츠      | 257         | 가토 히데지         | 한큐 브레이브스            | .376        |
| 1977 | 오 사다하루       | 요미우리 자이언츠      | 272         | 가토 히데지         | 한큐 브레이브스            | .401        |
| 1978 | 오 사다하루       | 요미우리 자이언츠      | 247         | 사사키 교스케       | 긴테쓰 버펄로스            | .398        |
| 1979 | 야마모토 고지     | 히로시마 도요 카프     | 220         | 가토 히데지         | 한큐 브레이브스            | .437        |
| 1980 | 야마모토 고지     | 히로시마 도요 카프     | 240         | 구리하시 시게루     | 긴테쓰 버펄로스            | .406        |
| 1981 | 가케후 마사유키   | 한신 타이거스          | 243         | 가도타 히로미쓰     | 난카이 호크스              | .431        |
| 1982 | 가케후 마사유키   | 한신 타이거스          | 232         | 오치아이 히로미쓰   | 롯데 오리온스              | .428        |
| 1982 | 다오 야스시       | 주니치 드래건스        | 232         | 오치아이 히로미쓰   | 롯데 오리온스              | .428        |
| 1983 | 야마모토 고지     | 히로시마 도요 카프     | 234         | 스티브 온티베로스   | 세이부 라이온스            | .419        |
| 1984 | 야자와 겐이치     | 주니치 드래건스        | 231         | 스티브 온티베로스   | 세이부 라이온스            | .443        |
| 연도 | 성명              | 소속                   | 출루율      | 성명                | 소속                       | 출루율      |
| 1985 | 랜디 바스         | 한신 타이거스          | .428        | 오치아이 히로미쓰   | 롯데 오리온스              | .481        |
| 1986 | 랜디 바스         | 한신 타이거스          | .481        | 오치아이 히로미쓰   | 롯데 오리온스              | .487        |
| 1987 | 오치아이 히로미쓰 | 주니치 드래건스        | .435        | 가도타 히로미쓰     | 난카이 호크스              | .428        |
| 1988 | 오치아이 히로미쓰 | 주니치 드래건스        | .418        | 가도타 히로미쓰     | 난카이 호크스              | .429        |
| 1989 | 워렌 크로마티     | 요미우리 자이언츠      | .449        | 마쓰나가 히로미     | 오릭스 브레이브스          | .431        |
| 1990 | 오치아이 히로미쓰 | 주니치 드래건스        | .416        | 기요하라 가즈히로   | 세이부 라이온스            | .454        |
| 1991 | 오치아이 히로미쓰 | 주니치 드래건스        | .473        | 시라이 가즈유키     | 닛폰햄 파이터스            | .428        |
| 1992 | 토머스 오말리     | 한신 타이거스          | .460        | 기요하라 가즈히로   | 세이부 라이온스            | .401        |
| 1993 | 토머스 오말리     | 한신 타이거스          | .427        | 쓰지 하쓰히코       | 세이부 라이온스            | .395        |
| 1994 | 토머스 오말리     | 한신 타이거스          | .429        | 이치로              | 오릭스 블루웨이브          | .445        |
| 1995 | 토머스 오말리     | 야쿠르트 스왈로스      | .429        | 이치로              | 오릭스 블루웨이브          | .432        |
| 1996 | 에토 아키라       | 히로시마 도요 카프     | .431        | 이치로              | 오릭스 블루웨이브          | .422        |
| 1997 | 로버트 로즈       | 요코하마 베이스타스    | .444        | 스즈키 겐           | 세이부 라이온스            | .431        |
| 1998 | 마쓰이 히데키     | 요미우리 자이언츠      | .421        | 가타오카 아쓰시     | 닛폰햄 파이터스            | .435        |
| 1999 | 로베르토 페타지니 | 야쿠르트 스왈로스      | .469        | 이치로              | 오릭스 블루웨이브          | .412        |
| 2000 | 마쓰이 히데키     | 요미우리 자이언츠      | .438        | 이치로              | 오릭스 블루웨이브          | .460        |
| 2001 | 로베르토 페타지니 | 야쿠르트 스왈로스      | .466        | 나카무라 노리히로   | 오사카 긴테쓰 버펄로스     | .434        |
| 2002 | 마쓰이 히데키     | 요미우리 자이언츠      | .461        | 알렉스 카브레라     | 세이부 라이온스            | .467        |
| 2003 | 후쿠도메 고스케   | 주니치 드래건스        | .401        | 오가사와라 미치히로 | 닛폰햄 파이터스            | .473        |
| 2004 | 그렉 라로카       | 히로시마 도요 카프     | .425        | 마쓰나카 노부히코   | 후쿠오카 다이에 호크스     | .464        |
| 2005 | 후쿠도메 고스케   | 주니치 드래건스        | .430        | 마쓰나카 노부히코   | 후쿠오카 소프트뱅크 호크스 | .412        |
| 2006 | 후쿠도메 고스케   | 주니치 드래건스        | .438        | 마쓰나카 노부히코   | 후쿠오카 소프트뱅크 호크스 | .453        |
| 2007 | 아오키 노리치카   | 도쿄 야쿠르트 스왈로스 | .434        | 터피 로즈           | 오릭스 버펄로스            | .403        |
| 2008 | 우치카와 세이이치 | 요코하마 베이스타스    | .416        | 나카지마 히로유키   | 사이타마 세이부 라이온스   | .410        |
| 2009 | 아오키 노리치카   | 도쿄 야쿠르트 스왈로스 | .400        | 나카지마 히로유키   | 사이타마 세이부 라이온스   | .398        |
| 2010 | 와다 가즈히로     | 주니치 드래건스        | .437        | 알렉스 카브레라     | 오릭스 버펄로스            | .428        |
| 2011 | 도리타니 다카시   | 한신 타이거스          | .395        | 이토이 요시오       | 홋카이도 닛폰햄 파이터스   | .411        |
| 2012 | 아베 신노스케     | 요미우리 자이언츠      | .429        | 이토이 요시오       | 홋카이도 닛폰햄 파이터스   | .404        |
| 2013 | 블라디미르 발렌틴 | 도쿄 야쿠르트 스왈로스 | .455        | 에스테반 헤르만     | 사이타마 세이부 라이온스   | .418        |
| 2014 | 블라디미르 발렌틴 | 도쿄 야쿠르트 스왈로스 | .419        | 이토이 요시오       | 오릭스 버펄로스            | .424        |
| 2015 | 야마다 데쓰토     | 도쿄 야쿠르트 스왈로스 | .416        | 야나기타 유키       | 후쿠오카 소프트뱅크 호크스 | .469        |
| 2016 | 사카모토 하야토   | 요미우리 자이언츠      | .433        | 야나기타 유키       | 후쿠오카 소프트뱅크 호크스 | .446        |
| 2017 | 다나카 고스케     | 히로시마 도요 카프     | .398        | 야나기타 유키       | 후쿠오카 소프트뱅크 호크스 | .426        |
| 2018 | 마루 요시히로     | 히로시마 도요 카프     | .468        | 야나기타 유키       | 후쿠오카 소프트뱅크 호크스 | .431        |
| 2019 | 스즈키 세이야     | 히로시마 도요 카프     | .453        | 곤도 겐스케         | 홋카이도 닛폰햄 파이터스   | .422        |
| 2020 | 무라카미 무네타카 | 도쿄 야쿠르트 스왈로스 | .427        | 곤도 겐스케         | 홋카이도 닛폰햄 파이터스   | .465        |
| 2021 | 스즈키 세이야     | 히로시마 도요 카프     | .433        | 요시다 마사타카     | 오릭스 버펄로스            | .429        |
| 2022 | 무라카미 무네타카 | 도쿄 야쿠르트 스왈로스 | .458        | 요시다 마사타카     | 오릭스 버펄로스            | .447        |
| 2023 | 오야마 유스케     | 한신 타이거스          | .403        | 곤도 겐스케         | 후쿠오카 소프트뱅크 호크스 | .431        |
| 2024 | 도밍고 산타나     | 도쿄 야쿠르트 스왈로스 | .399        | 곤도 겐스케         | 후쿠오카 소프트뱅크 호크스 | .439        |

- 굵은 글씨는 리그 기록.
- 붉은색 글씨는 NPB 역대 최고 성적

## 주요 기록

### 여러 차례 수상자
- 굵은 글씨: 현역 선수
- 해당 항목 기준은 4회 이상

| 선수              | 횟 수 | 연도                                                                   |
| ----------------- | ----- | ---------------------------------------------------------------------- |
| 오 사다하루       | 12    | 1967, 1968, 1969, 1970, 1971, 1972, 1973, 1974, 1975, 1976, 1977, 1978 |
| 하리모토 이사오   | 9     | 1962, 1964, 1967, 1968, 1969, 1970, 1972, 1973, 1974                   |
| 오치아이 히로미쓰 | 7     | 1982, 1985, 1986, 1987, 1988, 1990, 1991                               |
| 이치로            | 5     | 1994, 1995, 1996, 1999, 2000                                           |
| 토머스 오말리     | 4     | 1992, 1993, 1994, 1995                                                 |
| 야나기타 유키     | 4     | 2015, 2016, 2017, 2018                                                 |
| 곤도 겐스케       | 4     | 2019, 2020, 2023, 2024                                                 |

### 양대 리그 수상자
- 오치아이 히로미쓰(퍼시픽: 1982, 1985, 1986 / 센트럴: 1987, 1988, 1990, 1991)

## 같이 보기
- KBO 출루율상